# Tercera Federación (Grupo XVI)
El Grupo XVI de la Tercera Federación es el grupo autonómico para la comunidad de La Rioja de dicha categoría; actualmente constituye el quinto nivel de competición del sistema nacional. Es organizado por la Federación Riojana de Fútbol.
El Grupo XVI es el heredero de su homónimo desde 2021 del Grupo XVI de Tercera División, que se creó en el año 2006.

## Sistema de competición
El Grupo XVI de Tercera Federación suele estar integrado por 18 clubes.
El sistema de competición es el mismo que en el resto de categorías de la Liga. Se disputa anualmente, empezando a finales del mes de agosto o principios de septiembre, y concluye en el mes de mayo o junio del siguiente año.
Los equipos del grupo se enfrentan todos contra todos en dos ocasiones, una en campo propio y otra en campo contrario. El orden de los encuentros se decide por sorteo antes de empezar la competición. El ganador de un partido obtiene tres puntos, el perdedor no suma ninguno y, en caso de un empate, se reparte un punto para cada equipo.
Al término de la temporada, el primer clasificado (excluyendo a los equipos filiales) se clasifica para disputar la siguiente edición de la Copa del Rey.

### Ascenso a Segunda Federación
Una vez finalizada la temporada regular, el primer clasificado se proclama campeón y asciende directamente a Segunda Federación, mientras que los clasificados entre el segundo y el quinto lugar disputan un playoff territorial para decidir una plaza que da acceso a la Promoción de ascenso a Segunda Federación. Esta promoción consta de una ronda de eliminación directa en la que el vencedor asciende de categoría.

### Descenso a Preferente Autónomica
Al término de la temporada los tres últimos clasificados descienden directamente a Regional Preferente de La Rioja. Existe la posibilidad de que desciendan además más equipos a Regional Preferente de La Rioja, en el caso de que desciendan de la Segunda Federación a Tercera Federación más equipos de los que ascienden. También puede ocurrir el caso contrario, en el que alguno de los equipos con plaza de descenso conseguirían la permanencia. La normativa especifica que siempre debe haber 18 equipos en Tercera Federación al inicio de la temporada.

### Equipos filiales
Los equipos filiales pueden participar en Tercera Federación si sus primeros equipos compiten en una categoría superior de la Liga —Primera División, Segunda División, Primera Federación o Segunda Federación—. Los filiales y sus respectivos primeros equipos no pueden competir en la misma categoría; por ello, si un equipo desciende a Segunda Federación y su filial queda primero o gana los playoff de ascenso a esta categoría, deberá quedarse obligatoriamente en Tercera Federación. Del mismo modo, un filial que se haya clasificado para la fase de ascenso a Segunda Federación no puede disputarla si el primer equipo milita en dicha categoría. En este caso, lo sustituye el sexto clasificado. Esto no será así si el primer equipo milita en Segunda Federación, pero se clasifica para la fase de ascenso a Primera Federación.

## Equipos participantes
La temporada 2024-25 fue disputada por los siguientes equipos:

## Clasificación histórica
Actualizado=4 de agosto de 2025
| Pos | Ban                          | Equipo                 | Temp | Ptos | PJ  | PG | PE | PP | GF  | GC  | DG  | Cam | Sub | Pro | Asc |
| --- | ---------------------------- | ---------------------- | ---- | ---- | --- | -- | -- | -- | --- | --- | --- | --- | --- | --- | --- |
| 1   | Bandera de La Rioja (España) | C. D. Varea            | 5    | 250  | 128 | 74 | 28 | 26 | 242 | 137 | 105 | 0   | 1   | 3   | 0   |
| 2   | Bandera de La Rioja (España) | C. D. F. C. La Calzada | 5    | 215  | 128 | 62 | 29 | 37 | 189 | 126 | 63  | 0   | 0   | 2   | 0   |
| 3   | Bandera del País Vasco       | S. D. Oyonesa          | 5    | 215  | 128 | 63 | 26 | 39 | 187 | 124 | 63  | 0   | 0   | 3   | 0   |
| 4   | Bandera de La Rioja (España) | C. D. Calahorra "B"    | 4    | 197  | 128 | 55 | 32 | 41 | 214 | 161 | 53  | 0   | 0   | 0   | 0   |
| 5   | Bandera de La Rioja (España) | C. D. Anguiano         | 4    | 179  | 94  | 52 | 23 | 19 | 179 | 90  | 89  | 0   | 0   | 3   | 1   |
| 6   | Bandera de La Rioja (España) | Casalarreina C. F.     | 4    | 176  | 128 | 49 | 29 | 50 | 193 | 225 | -32 | 0   | 0   | 1   | 0   |
| 7   | Bandera de La Rioja (España) | C. D. Arnedo           | 4    | 173  | 98  | 51 | 20 | 27 | 164 | 109 | 55  | 1   | 0   | 1   | 1   |
| 8   | Bandera de La Rioja (España) | Náxara C. D.           | 2    | 163  | 64  | 52 | 7  | 5  | 171 | 38  | 133 | 2   | 0   | 0   | 2   |
| 9   | Bandera de La Rioja (España) | U. D. Logroñés "B"     | 3    | 110  | 68  | 48 | 11 | 9  | 158 | 48  | 110 | 1   | 1   | 0   | 0   |
| 10  | Bandera de La Rioja (España) | C. D. Berceo           | 5    | 152  | 128 | 42 | 26 | 60 | 163 | 189 | -26 | 0   | 0   | 0   | 0   |
| 11  | Bandera de La Rioja (España) | C. D. Alfaro           | 2    | 143  | 64  | 44 | 11 | 9  | 145 | 66  | 79  | 0   | 2   | 2   | 1   |
| 12  | Bandera de La Rioja (España) | C. Haro Deportivo      | 5    | 139  | 128 | 36 | 31 | 61 | 142 | 178 | -36 | 0   | 0   | 0   | 0   |
| 13  | Bandera de Navarra           | C. Atlético Vianés     | 5    | 135  | 128 | 36 | 27 | 65 | 131 | 203 | -72 | 0   | 0   | 0   | 0   |
| 14  | Bandera de La Rioja (España) | C. Atl. River Ebro     | 4    | 133  | 128 | 37 | 22 | 69 | 138 | 204 | -66 | 0   | 0   | 0   | 0   |
| 15  | Bandera de La Rioja (España) | C. D. Agoncillo        | 4    | 130  | 94  | 35 | 25 | 34 | 113 | 112 | 1   | 0   | 0   | 0   | 0   |
| 16  | Bandera de La Rioja (España) | Peña Balsamaiso C. F.  | 4    | 128  | 98  | 37 | 17 | 44 | 124 | 144 | -20 | 0   | 0   | 0   | 0   |
| 17  | Bandera de La Rioja (España) | Yagüe C. F.            | 4    | 95   | 94  | 23 | 26 | 45 | 111 | 183 | -72 | 0   | 0   | 0   | 0   |
| 18  | Bandera de La Rioja (España) | Comillas C. F.         | 4    | 85   | 98  | 20 | 25 | 53 | 101 | 160 | -59 | 0   | 0   | 0   | 0   |
| 19  | Bandera de La Rioja (España) | C. D. Tedeón           | 2    | 52   | 68  | 12 | 16 | 40 | 51  | 134 | -83 | 0   | 0   | 0   | 0   |
| 20  | Bandera de La Rioja (España) | Racing Rioja C. F.     | 2    | 39   | 34  | 11 | 6  | 17 | 37  | 55  | -18 | 0   | 0   | 0   | 0   |
| 21  | Bandera de La Rioja (España) | C. D. Autol            | 2    | 31   | 34  | 7  | 10 | 17 | 27  | 58  | -31 | 0   | 0   | 0   | 0   |
| 22  | Bandera de La Rioja (España) | C. C. D. Alberite      | 1    | 17   | 34  | 4  | 5  | 25 | 37  | 103 | -66 | 0   | 0   | 0   | 0   |
| 22  | Bandera de La Rioja (España) | C. F. Rápid            | 1    | 16   | 30  | 4  | 4  | 22 | 24  | 88  | -64 | 0   | 0   | 0   | 0   |
| 23  | Bandera de La Rioja (España) | Racing Rioja C. F. "B" | 1    | 14   | 30  | 3  | 5  | 22 | 25  | 63  | -38 | 0   | 0   | 0   | 0   |
| 24  | Bandera de La Rioja (España) | C. D. Cenicero         | 1    | 5    | 30  | 1  | 2  | 27 | 10  | 82  | -72 | 0   | 0   | 0   | 0   |
| 25  | Bandera de La Rioja (España) | C. D. Calahorra        | 1    | 0    | 0   | 0  | 0  | 0  | 0   | 0   | 0   | 0   | 0   | 0   | 0   |
| 26  | Bandera de La Rioja (España) | C. D. Pradejón         | 1    | 0    | 0   | 0  | 0  | 0  | 0   | 0   | 0   | 0   | 0   | 0   | 0   |
| 27  | Bandera de La Rioja (España) | C. D. San Marcial      | 1    | 0    | 0   | 0  | 0  | 0  | 0   | 0   | 0   | 0   | 0   | 0   | 0   |
| 28  | Bandera de La Rioja (España) | C. D. Villegas         | 1    | 0    | 0   | 0  | 0  | 0  | 0   | 0   | 0   | 0   | 0   | 0   | 0   |

## Palmarés del grupo XVI
| Temporada | Campeón            | Subcampeón         | Tercero             | Cuarto                 | Ascenso                       |
| --------- | ------------------ | ------------------ | ------------------- | ---------------------- | ----------------------------- |
| 2021-22   | C. D. Arnedo       | C. D. Alfaro       | C. D. Anguiano      | C. D. Varea            | C. D. Arnedo ● C. D. Alfaro   |
| 2022-23   | Náxara C. D.       | C. D. Varea        | C. D. Agoncillo     | C. D. F. C. La Calzada | Náxara C. D.                  |
| 2023-24   | U. D. Logroñés "B" | C. D. Alfaro       | C. D. Calahorra "B" | C. D. Anguiano         | C. D. Alfaro ● C. D. Anguiano |
| 2024-25   | Náxara C. D.       | U. D. Logroñés "B" | C. D. Varea         | C. D. Arnedo           | Náxara C. D.                  |

### Palmarés
Nota: indicados en negrita los clubes que continúan en activo así como las temporadas en las que también consiguió el ascenso a Tercera División.
| Club               | Títulos | Años             |
| ------------------ | ------- | ---------------- |
| Náxara C. D.       | 2       | 2022-23, 2024-25 |
| C. D. Arnedo       | 1       | 2021-22          |
| U. D. Logroñés "B" | 1       | 2023-24          |